# Spinel
Spinellen vormen een groep vergelijkbare mineralen met de verhoudingsformule AB2X4, waarin A en B metaalkationen zijn en X overwegend een tweewaardig zuurstof- of zwavelanion.  De kleurgevende stoffen zijn ijzer, chroom, vanadium en kobalt. Grote stenen zijn zeldzaam, sterspinellen zeer zeldzaam. Slechts enkele vormen zijn van edelsteenkwaliteit.
De spinellen ontlenen hun naam aan 'spinel', de magnesiumspinel uit de magnesium/aluminium-groep, met de chemische samenstelling MgAl2O4.

## Etymologie
De herkomst van de naam 'spinel' is onduidelijk, mogelijk van het Grieks voor vonk of het Latijn spina, pijl, vanwege de puntige vorm van de kristallen. 

## Structuur
De structuur van spinel bestaat uit 32 zuurstofatomen, en 24 kationen. Acht van de kationen hebben een 4-omringing (tetraëder-posities), 16 hebben een 6-omringing (Octaëderposities). Er zijn twee structureel verschillende types: de normale spinelstructuur, en de inverse spinelstructuur.
In de normale spinelstructuur is de verdeling van kationen over tetraëder- en octaëder-posities als volgt: 8 R2+ in tetraëderposities, 16 R3+ in octaëderposities. In de inverse spinelstructuur is de verdeling:8 R3+ in tetraëderposities, en 8 R3+ en 8 R2+ in octaëderposities.

## Synoniemen
Spinel komt voor in verschillende kleuren, zoals:
- Rubisel, oude naam voor de geelachtige, oranje of bruine variëteit
- Balas-spinel, bleekrode variëteit
- Pleonast of ceyloniet, ijzerhoudende, donkergroene tot zwarte variëteit, ondoorzichtige spinel, (Mg,Fe)Al2O4, soortelijk gewicht 3,63-3,90
- Hercyniet, ijzerhoudende, donkergroene tot zwarte spinel, FeAl2O4 : soortelijk gewicht 3,95
- Gahniet of zinkspinel, blauwe, violette of donkergroene tot zwartachtige spinel, ZnAl2O4, soortelijk gewicht 4,00-4,62
- Picotiet of chroomspinel, bruinachtige, donkergroene of zwartachtige spinel, Fe(AlCr2)O4, soortelijk gewicht 4,42

## Geschiedenis
Spinellen worden al sinds de oudheid samen met andere stenen karbonkelstenen genoemd. De huidige naam is later ontstaan. Zoals te zien is in talrijke sieraden was spinel vroeger zeer geliefd. Aanvankelijk werd echter, bijvoorbeeld in de Engelse kroonjuwelen spinel beschouwd als robijn.

## Ontstaan
Contactmetaforme gesteenten, alluviale afzettingen.

## Voorkomen
In het verleden werden spinellen vooral gevonden in de edelsteenafzettingen in Birma en op Sri Lanka. Enkele vertonenen kattenoogeffect. Spinel is door de kleur lastig te onderscheiden van robijn. Spinellen van edelsteenkwaliteit komen voor in Thailand, Cambodja en Laos. De vindplaatsen in India en Australië zijn niet zo belangrijk. Spinellen zijn in Afrika gevonden op Madagaskar en in Kenia. Onlangs zijn ook in Pakistan en Afghanistan spinellen gevonden. Spinel van edelsteenkwaliteit is ook bekend uit Brazilië. In de Verenigde Staten vooral in Californië, Montana, New York, New Jersey, Virginia en North Carolina. In Canada kwamen kristallen tot 5 cm grootte voor in het marmer van Glancoe. Ook in Ontario en Tadzjikistan komen spinellen voor. Soms bereiken de zuivere rozekleurige geslepen stenen een gewicht van 100 karaat. In 1986 is een spinel gevonden met een gewicht van 5,1 kilogram. In Europa komen spinellen voor in Noorwegen, Finland, Italië, en Duitsland. In kroonjuwelen werden veel spinellen toegepast. Het bekendste is waarschijnlijk de 398,5 karaat zware donkerrode spinel in de Russische keizerskroon in het Arsenaal in Moskou. Ook de Britse staatskroon bevat twee grote spinellen, de zogenaamde Black Prince Ruby van 170 karaat en de Timur Ruby van 361 karaat. De St.-Wenzelskroon in Praag bevat ook grote spinellen, in totaal 45 stuks. In het British Museum bevinden zich twee spinellen van respectievelijk 355- en 520 karaat.

## Bewerking
Facetslijpsel, cabochons.

## Vergelijkbare mineralen
Robijn, saffier, zirkoon en granaat.

## Imitaties
Synthetische granaat, synthetische spinel.

## Determinatie
Hardheid, soortelijk gewicht, optisch, streepkleur.

## Aanbeveling
Reinigen, zonder problemen, door verhitting kan de kleur verloren gaan.

## Symmetrie
Spinellen hebben een kubische kristalstructuur. De grootte van de eenheidscel varieert tussen.
De meest voorkomende spinel is spinel s.s. (sensu stricto), MgAl2O4. De belangrijkste spinel is magnetiet. Het is een van de meest wijdverbreide oxidemineralen in metamorfe gesteenten en stollingsgesteenten. Het is ook belangrijk als ijzer -erts. De beroemde ijzerertsen van Kiruna in Zweden bestaan bijvoorbeeld grotendeels uit magnetiet. Magnetiet is een van de meest bekende magnetische mineralen. Ook sommige andere spinellen zijn magnetisch, onder andere trevoriet, jacobsiet. Chromiet is qua belang in de spinelgroep een goede tweede. Chromiet is het belangrijkste ertsmineraal voor chroom (Cr). Chromiet komt voor in sommige basische stollingsgesteenten en hun verweringsproducten. Vaak is in deze basische stollingsgesteenten het chromiet in lagen geconcentreerd. Chromiet komt ook voor in sommige zware-mineraal zanden.
Het magnetisme van de spinel magnetiet is ferrimagnetisme en is in zijn aard afwijkend van het magnetisme van gewoon ijzer (Fe), ferromagnetisme. Magnetiet heeft model gestaan voor een deelgroep van de zogenaamde keramische magneten (kubische ferrieten). Deze zijn van groot belang in de elektronische industrie.